# Matrice active
 (mars 2023).
Si vous disposez d'ouvrages ou d'articles de référence ou si vous connaissez des sites web de qualité traitant du thème abordé ici, merci de compléter l'article en donnant les références utiles à sa vérifiabilité et en les liant à la section « Notes et références ».
Une matrice active est une technique de commande des pixels utilisée sur certains types d’écrans. Cette technique est principalement associée aux technologies LCD (AMLCD) et OLED (AMOLED).
Un pixel est une surface lumineuse qui peut émettre ou non de la lumière, ou bien être dans tout état intermédiaire. Les pixels sont organisés en matrice et formés à l’intersection de lignes et de colonnes. Pour contrôler ces pixels et former l’image désirée, la technique peut être passive ou active.
Contrairement à un écran à matrice passive, la technique utilisée sur un écran à matrice active permet de sélectionner individuellement un pixel grâce à l’intégration d’un transistor (TFT) sur chaque pixel. Celui-ci intègre également une capacité de stockage afin de maintenir une tension constante durant la phase d’émission du pixel. Sans être sélectionné, le pixel garde par cette technique la luminosité désirée jusqu’au cycle de rafraîchissement d’écran suivant. En conséquence, il est possible d’envoyer de faibles niveaux de tension (ou de courant) sur les lignes de commande de la matrice et avec des largeurs plus fines, ce qui permet d’accroître la résolution et les dimensions de ce type d’écran.
Cette technique est intégrée aussi bien sur des écrans de téléphones portables, sur des écrans plats de bureau ou des téléviseurs.